# Aegean Archaeology
Aegean Archaeology – rocznik wydawany od 1994 roku przez Instytut Archeologii i Etnologii PAN. Redaktorami są: Krzysztof Nowicki i Donald C. Haggis. Periodyk publikuje artykuły poświęcone archeologii basenu Morza Egejskiego.